# Teresa Madruga
Teresa Madruga (Ilha do Faial, 18 de março de 1953), de seu nome completo Teresa Maria Madruga Carvalho Neis,  é uma atriz portuguesa.
Licenciada em Filosofia, pela Universidade de Lisboa, Teresa Madruga estreou-se como actriz em 1976, com a peça Amantes Pueris de Fernand Crommenlynk, sob a direção de Gastão Cruz, no Teatro da Trindade. Posteriormente, seria dirigida por encenadores como Ricardo Pais, Osório Mateus, Carlos Fernando, Mário Feliciano ou João Lourenço.Maria 1976 em Ninguém (Frei Luís de Sousa-RTP Memória Junho 2019).
Iniciou no final da década de 1980 uma colaboração regular com o Teatro da Cornucópia, onde foi dirigida por Luís Miguel Cintra (1988 - Auto da Feira de Gil Vicente, Rei Bamba, de Lope de Vega; 1989 - O Público, de García Lorca, Céu de Papel, a partir de textos de Pirandello e Samuel Beckett; 1990 - Um Poeta Afinado, de Manuel de Figueiredo, Muito Barulho Para Nada, de Shakespeare) e Rui Mendes (1988 - Três Irmãs, de Tchekov). 
Nos anos 2000 participou em Laramie de Moises Kaufman, com Diogo Infante no Teatro Maria Matos (2006).
Dos diversos prémios recebidos em teatro destaca-se o Prémio Garret (1988), pela interpretação em Rei Bamba de Lope de Vega, encenado por Luís Miguel Cintra (Teatro da Cornucópia).
Com uma filmografia de mais de 30 títulos, no cinema Teresa Madruga participou em filmes de António Pedro Vasconcelos, Manoel de Oliveira, João César Monteiro, João Canijo, José Álvaro de Morais, João Pedro Rodrigues, João Mário Grilo, Fernando Vendrell, João Botelho, Fernando Matos Silva, Fernando Lopes ou António da Cunha Telles.
O seu papel de protagonista no filme do suíço Alain Tanner Dans la Ville Blanche (1983) valeu-lhe o reconhecimento internacional e a participação em produções estrangeiras, em Espanha, França, Itália. Em 1995 apareceu ao lado de Marcello Mastroianni no filme Afirma Pereira de Roberto Faenza.
Integrou o júri de diversos festivais de cinema, nomeadamente, no Festival du Court Metrage de Clermont-Ferrand (1988); em 1990 na 11ª Mostra de Valência – Cinema del Mediterrani; na Selecção Nacional para o European Film Awards; nas seleções do filme português candidato ao Óscar de Melhor Filme Estrangeiro.
No cinema é de salientar o Prémio de Melhor Actriz no Festival du Court Metrage de Clermont–Ferrand, pela sua interpretação em D' Aprés Maria de Jean Claude Robert, filme também nomeado para os British Academy Awards e Prémios César do Cinema Francês; o Sete de Cinema para a melhor interpretação feminina em Dans La Ville Blanche.
Participou na série O Testamento para a RTP no papel de Adelina e no telefilme Matar Saudades. Dobrou mais de oitenta desenhos animados, dando a sua voz às mais diversas personagens infantis. Os seus trabalhos mais famosos no mundo das dobragens são o papel da vilã Rita Repulsa nos Power Rangers e o papel de Jessie na primeira temporada de Pokémon.

## Televisão
- Terra Mãe RTP 1998 'Fátima Silva'
- Bastidores RTP 2001 'Teresa Almeida'
- A Jóia de África TVI 2002 'Isabel da Cunha'
- Tudo Por Amor TVI 2002/2003 'Cecília Brito'
- João Semana RTP 2005 'Engrácia'
- Quando os Lobos Uivam RTP 2006 'Odete'
- Feitiço de Amor TVI 2008/2009 'Conceição Santos'
- A Vida Privada de Salazar SIC 2009 'Felismina'
- Sentimentos TVI 2009/2010 'Olinda Ramos de Oliveira'
- Regresso a Sizalinda RTP 2010 'Adelina'

## Filmografia
- Francisca, de Manoel de Oliveira (1981)
- A Cidade Branca, de Alain Tanner (1983)
- Matar Saudades, de Fernando Lopes (1988)
- Afirma Pereira, de Roberto Faenza (1996)
- Ganhar a Vida, de João Canijo (2001)
- O Gotejar da Luz, de Fernando Vendrell (2002)
- Quaresma (2003)
- O Fatalista, de João Botelho (2005)
- Tabu, de Miguel Gomes (2012)
- Ruth, de António Pinhão Botelho (2018)